# Torpegård (Skuldelev Sogn)
 For alternative betydninger, se Torpegård. (Se også artikler, som begynder med Torpegård)
Torp Ladegaard er en gammel Hovedgård, der er oprettet af nedlagte Bøndergårde i Landsbyen Torp. Gården ligger i Skuldelev Sogn, Horns Herred, Frederiksborg Amt. Hovedbygningen er opført i 1988-1989.
Torp Ladegaard Gods er på 191 hektar.

## Ejere af Torp Ladegaard
- (1650-1669) Otto Pogwisch
- (1669-1672) Erik Krag
- (1672-1682) Vibeke Rosenkrantz gift Krag
- (1682-1720) Birgitte Skeel gift Krabbe
- (1720-1752) Christian Ludvig von Plessen
- (1752-1801) Christian Ludvig Scheel von Plessen
- (1801-1810) Agathe Johanne von Qualen gift von Plessen
- (1810-1819) Mogens Joachim Scheel von Plessen
- (1819-1839) Magnus Joachim Scheel von Plessen
- (1839-1845) Carl Theodor August Scheel von Plessen
- (1845-1856) Johan Friedrich Hellmers
- (1856-1870) Løvenskiold
- (1870-1881) Selchau-Hansen
- (1881-1891) Engström
- (1891-1892) Carl Theodor August Scheel von Plessen
- (1892-1905) Carl Gabriel Joachim Vilhelm Scheel von Plessen
- (1905-1921) Magnus Carl August Vilhelm Otto Scheel von Plessen
- (1921-1986) Viggo Barthold Nielsen
- (1986-1997) Flemming Nielsen
- (1997-2001) Ruth Nielsen
- (2001-2004) Filip Dyvekær
- (2004-2013) Allan Poul Møller
- (2013-)  Ny Ejer